# Ramon Solanes Pinyol
Ramon Solanes Pinyol (Barcelona, 1926 - 12 de març de 2019) va ser un periodista català, en 1958 pioner de la televisió a Catalunya. Dirigí Mundo Diario des de la seva creació fins a 1978.

## Biografia
Nascut en el barri de l'Eixample de Barcelona, de professió perit mercantíl. Va ser professor a l'Escola Oficial de Periodisme de Barcelona i de la Escola de Periodisme de l'Església i en 1958 va ser un dels pioners a posar en marxa el Centre de Producció de TVE a Miramar, on va arribar de la mà de Luis Ezcurra, llavors director de Ràdio Nacional d'Espanya a Barcelona i amb el qual va coincidir a l'Escola Oficial de Periodisme. A Miramar va ser successivament Cap de Realització, Cap de Programes i Director de la Primera i Segona Cadena, a més de dirigir i realitzar programes dramàtics i de suspens com Los últimos cinco minutos, Sospecha i una adaptació de Romeu i Julieta. Va deixar la televisió en 1970 i va iniciar una nova etapa dirigint "Diario Femenino" que va convertir primer en DF i posteriorment en 1974 a Mundo Diario, el primer periòdic -encara en la època franquista- que va assumir com a base la informació laboral. El va dirigir fins a 1978.
Va ser també assessor de premsa de diverses entitats i empreses, així com membre fundador i de l'equip directiu de l'agència de premsa ACI.
En 2009 va publicar el llibre La tele sota Franco. L'aventura de Miramar (Ara Llibres) amb les seves memòries, en les quals va recordar anècdotes i història del seu pas pels primers anys de televisió.
Va morir a Barcelona als 93 anys el 12 de març de 2019.